# Luki
En el hinduismo, Luki es una diosa protectora de los cereales y los frutos.[cita requerida]
Se la representa con figura de mujer coronada de espigas.
A sus pies nace un arbusto que aparece cargado de frutos que la diosa toca con las manos.
Su imagen está rodeada de serpientes, como todas las divinidades superiores de los gentus.
Luki sería análoga a la diosa romana Ceres.
Es una diosa desconocida, no aparece en el exhaustivo diccionario sánscrito-inglés de Monier Williams, ni tampoco en Google, o en libros especializados.